# Nikola Pilić

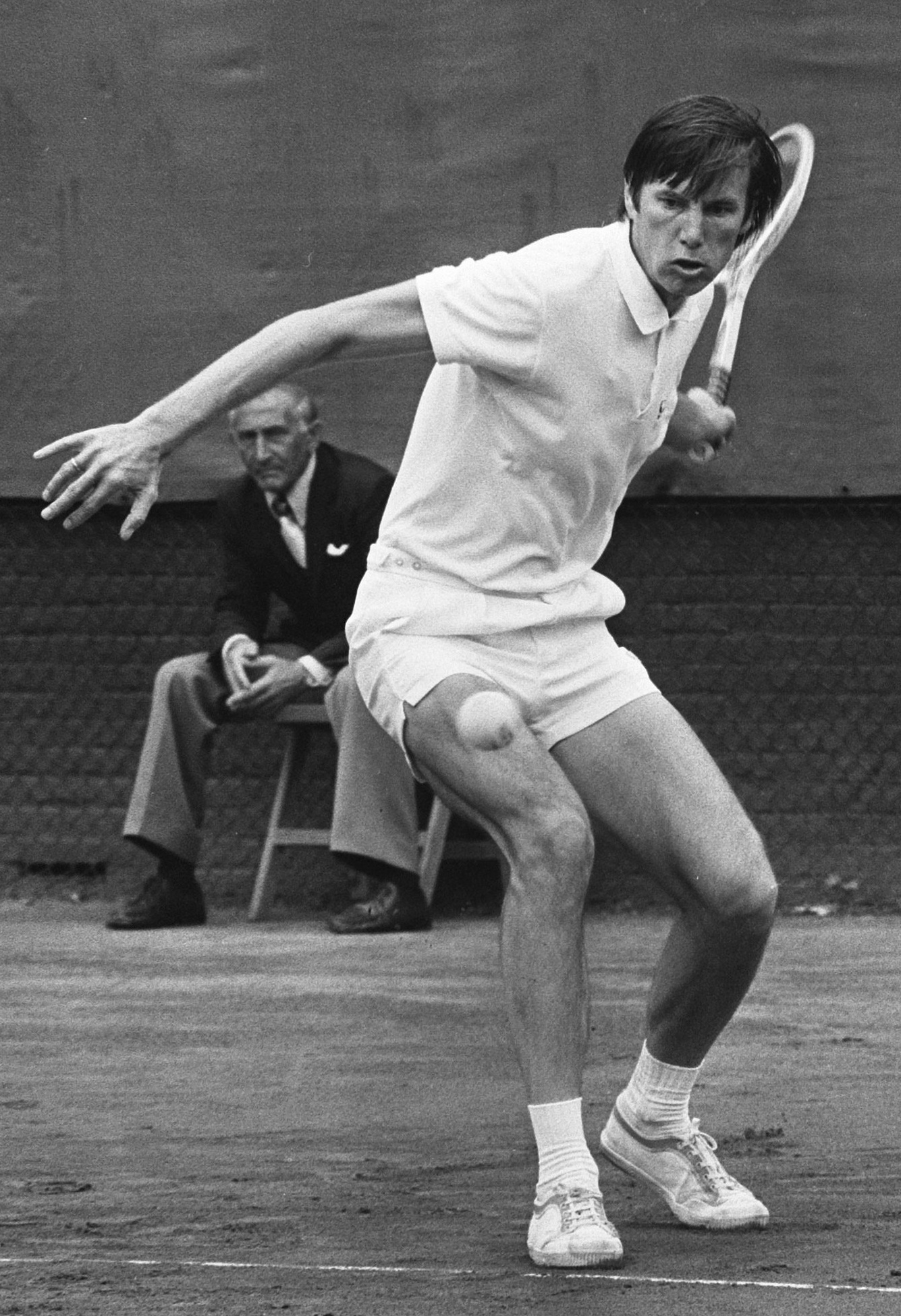
Nikola Pilić, 1975

Nikola „Niki“ Pilić (* 27. August 1939 in Split, Königreich Jugoslawien, heute Kroatien) ist ein ehemaliger jugoslawischer Tennisspieler und -trainer. Im März 1987 nahm er die deutsche Staatsbürgerschaft an.

## Karriere
In den 1950er und 1960er Jahren war er ein erfolgreicher Tennisspieler und Teil der sogenannten „Handsome Eight“, den ersten Spielern der 1968 gegründeten World Championship Tennis (WCT). Die WCT war die erste professionelle Tennis-Turnierserie für Herren und bestand bis zur Einführung der ATP Tour 1990.  
Seine größten Erfolge waren der Gewinn der Doppelkonkurrenz bei den US Open 1970 zusammen mit Pierre Barthès sowie der Einzug ins Einzelfinale der French Open 1973, das er gegen Ilie Năstase verlor.  
Pilić war auch Auslöser der Bestreikung des Wimbledon-Turniers 1973. Da er sich angeblich geweigert hatte, für das jugoslawische Davis-Cup-Team in dessen Spiel gegen Neuseeland anzutreten, wurde Pilić vom Tennis-Weltverband gesperrt und konnte so nicht an Wimbledon teilnehmen. Aus Protest sagten insgesamt 81 Spieler, darunter 13 der 16 Gesetzten, das Turnier ab.
Nach seiner aktiven Karriere wurde Pilić Trainer. In den 1980er Jahren betreute er den seinerzeit als einen der besten deutschen Nachwuchsspieler geltenden Michael Westphal. Pilić gewann den Davis Cup mit drei verschiedenen Mannschaften: Als Mannschaftskapitän gewann er mit der deutschen Mannschaft 1988, 1989 und 1993, sowie 2005 mit der kroatischen Mannschaft. 2010 war er als Berater des serbischen Sieger-Teams tätig. Von 2015 bis 2017 übernahm er eine beratende Tätigkeit für das deutsche Davis-Cup-Team.
Pilić betrieb ein Trainingscenter und Tennisinternat für junge Spieler in Oberschleißheim. Unter seinen Schülern befanden sich viele Spieler aus dem ehemaligen Jugoslawien, unter anderem Novak Đoković.

## Erfolge
| Legende                  |
| Grand Slam (1)           |
| Saisonendveranstaltungen |
| Open-Era-Turniere (11)   |

| Titel nach Belag |
| Hartplatz (3)    |
| Rasen (2)        |
| Sand (2)         |
| Teppich (5)      |

### Einzel

#### Turniersiege
| Nr. | Jahr               | Turnier         | Belag         | Finalgegner            | Ergebnis                |
| --- | ------------------ | --------------- | ------------- | ---------------------- | ----------------------- |
| 1.  | 31. März 1968      | Los Altos Hills | Teppich (i)   | Dennis Ralston         | 31:26, 31:30            |
| 2.  | 29. November 1969  | Stockholm       | Hartplatz (i) | Ilie Năstase           | 6:4, 4:6, 6:2           |
| 3.  | 13. Juni 1970      | Bristol         | Rasen         | Rod Laver              | 6:3, 1:6, 6:3           |
| 4.  | 26. September 1971 | Midland         | Hartplatz     | Mark Cox               | 7:6, 7:6, 6:3           |
| 5.  | 29. Oktober 1972   | Essen           | Teppich (i)   | Bob Lutz               | 4:6, 6:4, 3:6, 6:4, 7:6 |
| 6.  | 5. Oktober 1975    | Avilés          | Sand          | Juan Ignacio Muntañola | 6:3, 6:4, 6:3           |

#### Finalteilnahmen
| Nr. | Jahr             | Turnier     | Belag       | Finalgegner    | Ergebnis           |
| --- | ---------------- | ----------- | ----------- | -------------- | ------------------ |
| 1.  | 25. Januar 1968  | Sydney      | Teppich     | Tony Roche     | 33:96              |
| 2.  | 22. Februar 1968 | Orlando     | Teppich (i) | Dennis Ralston | 20:31              |
| 3.  | 21. April 1968   | Evansville  | Teppich (i) | John Newcombe  | 17:31, 17:31       |
| 4.  | 28. Juli 1968    | Båstad      | Sand (i)    | Dennis Ralston | 3:6, 5:7, 1:6      |
| 5.  | 13. Juli 1969    | Dublin      | Rasen       | Bob Hewitt     | 3:6, 2:6           |
| 6.  | 9. August 1970   | München     | Sand        | Ion Țiriac     | 6:2, 7:9, 3:6, 4:6 |
| 7.  | 2. März 1971     | London      | Teppich (i) | Rod Laver      | 4:6, 0:6, 2:6      |
| 8.  | 2. Juli 1972     | St. Louis   | Hartplatz   | John Newcombe  | 3:6, 3:6           |
| 9.  | 3. Juni 1973     | French Open | Sand        | Ilie Năstase   | 3:6, 3:6, 0:6      |
| 10. | 7. April 1974    | München     | Teppich (i) | Frew McMillan  | 7:5, 6:74, 6:74    |

### Doppel

#### Turniersiege
| Nr. | Jahr               | Turnier  | Belag         | Doppelpartner     | Finalgegner                   | Ergebnis           |
| --- | ------------------ | -------- | ------------- | ----------------- | ----------------------------- | ------------------ |
| 1.  | 13. September 1970 | US Open  | Rasen         | Pierre Barthes    | Roy Emerson Rod Laver         | 6:3, 7:6, 4:6, 7:6 |
| 2.  | 8. April 1973      | München  | Teppich (i)   | Allan Stone       | Cliff Drysdale Cliff Richey   | 7:5, 5:7, 6:4      |
| 3.  | 15. Juli 1973      | Båstad   | Sand          | Stan Smith        | Bob Carmichael Frew McMillan  | 2:6, 6:4, 6:4      |
| 4.  | 3. Februar 1974    | Richmond | Teppich (i)   | Allan Stone       | John Alexander Phil Dent      | 6:3, 3:6, 7:6      |
| 5.  | 10. März 1974      | Hampton  | Teppich (i)   | Željko Franulović | Pat Cramer Mike Estep         | 4:6, 7:5, 6:1      |
| 6.  | 2. Januar 1977     | Zürich   | Hartplatz (i) | Reinhart Probst   | Patrice Hagelauer R. Vasselin | 6:3, 6:1           |

#### Finalteilnahmen
| Nr. | Jahr            | Turnier       | Belag       | Doppelpartner  | Finalgegner                | Ergebnis      |
| --- | --------------- | ------------- | ----------- | -------------- | -------------------------- | ------------- |
| 1.  | 19. April 1970  | Monte Carlo   | Sand        | Pierre Barthes | Marty Riessen Roger Taylor | 3:6, 4:6, 2:6 |
| 2.  | 18. August 1970 | Hamburg       | Sand        | Tom Okker      | Bob Hewitt Frew McMillan   | 3:6, 5:7, 2:6 |
| 3.  | 9. Juli 1972    | Bretton Woods | Sand        | Cliff Richey   | John Alexander Fred Stolle | 6:7, 6:7      |
| 4.  | 28. Januar 1973 | Carlsbad      | Hartplatz   | Allan Stone    | Roy Emerson Rod Laver      | 7:6, 3:6, 4:6 |
| 5.  | 29. April 1973  | Göteborg      | Teppich (i) | Allan Stone    | Roy Emerson Rod Laver      | 7:6, 4:6, 1:6 |